# LDC
LDC (Lambert Dodard Chancereul) er en fransk producent af kyllingekød. LDC slagter årligt 578 mio. dyr. TI 2022 havde de en omsætning på 5,1 mia. euro og 23.500 ansatte. De har hovedkvarter i Sablé-sur-Sarthe, Pays de la Loire og 93 produktionsanlæg i fem europæiske lande.
Virksomheden blev etableret i 1968 ved en fusion mellem familievirksomhederne Lambert i Sablé-sur-Sarthe og Dodard-Chancereul i Saint-Denis-d’Anjou.